# Consejería de Cultura, Turismo, Jóvenes y Deportes
La Cultura, Turismo, Jóvenes y Deportes es una consejería que forma parte de la Junta de Extremadura. Su actual consejera y máximo responsable es Victoria Bazaga Gazapo.

## Competencias
- Patrimonio cultural
- Promoción cultural
- Turismo
- Juventud
- Deportes
- Portavocía de la Junta

## Estructura Orgánica
- Consejera: Victoria Bazaga Gazapo
  - Secretaría General: José Luis Gil Soto
  - Secretaría General de Cultura: Francisco José Palomino Guerra
    - Dirección General de Bibliotecas, Archivos y Patrimonio Cultural: Adela Montaña Rueda Márquez de la Plata

  - Dirección General de Turismo: Ana Isabel Domínguez Prado
  - Dirección General de Jóvenes y Deportes: Santiago Amado Barril

## Organismos adscritos
- Instituto de la Juventud de Extremadura
- Consejo de la Juventud de Extremadura

## Consejeros
| Legislatura      | Inicio                                                  | Fin                                                     | Titular                                                 | Partido                                                 |
| ---------------- | ------------------------------------------------------- | ------------------------------------------------------- | ------------------------------------------------------- | ------------------------------------------------------- |
| I (1983-1987)    | Consejería de Turismo, Transportes y Telecomunicaciones | Consejería de Turismo, Transportes y Telecomunicaciones | Consejería de Turismo, Transportes y Telecomunicaciones | Consejería de Turismo, Transportes y Telecomunicaciones |
| I (1983-1987)    | 7 de marzo de 1983                                      | 18 de julio de 1987                                     | José Luis Torres Márquez                                | PSOE-E                                                  |
| I (1983-1987)    | Consejería de Educación, Cultura, Juventud y Deportes   |                                                         |                                                         |                                                         |
| I (1983-1987)    | 7 de marzo de 1983                                      | 18 de julio de 1987                                     | Francisco España Fuentes                                | PSOE-E                                                  |
| II (1987-1991)   | Consejería de Educación y Cultura                       | Consejería de Educación y Cultura                       | Consejería de Educación y Cultura                       | Consejería de Educación y Cultura                       |
| II (1987-1991)   | 21 de julio de 1987                                     | 5 de julio de 1991                                      | Jaime Naranjo Gonzalo                                   | PSOE-E                                                  |
| II (1987-1991)   | Consejería de Turismo, Transportes y Telecomunicaciones |                                                         |                                                         |                                                         |
| II (1987-1991)   | 21 de julio de 1987                                     | 4 de julio de 1989                                      | Ángel Félix de Sande Borrega                            | PSOE-E                                                  |
| II (1987-1991)   | 4 de julio de 1989                                      | 5 de julio de 1991                                      | María Emilia Manzano Pereira                            | PSOE-E                                                  |
| III (1991-1995)  | Consejería de Cultura y Patrimonio                      | Consejería de Cultura y Patrimonio                      | Consejería de Cultura y Patrimonio                      | Consejería de Cultura y Patrimonio                      |
| III (1991-1995)  | 5 de julio de 1991                                      | 18 de julio de 1995                                     | Antonio Ventura Díaz Díaz                               | PSOE-E                                                  |
| III (1991-1995)  | Consejería de Educación y Cultura                       |                                                         |                                                         |                                                         |
| III (1991-1995)  | 4 de julio de 1989                                      | 20 de abril de 1993                                     | Jaime Naranjo Gonzalo                                   | PSOE-E                                                  |
| III (1991-1995)  | 20 de abril de 1993                                     | 18 de julio de 1995                                     | Victorino Mayoral Cortés                                | PSOE-E                                                  |
| IV (1995-1999)   | Consejería de Cultura                                   | Consejería de Cultura                                   | Consejería de Cultura                                   | Consejería de Cultura                                   |
| IV (1995-1999)   | 21 de julio de 1995                                     | 19 de julio de 1999                                     | Francisco Muñoz Ramírez                                 | PSOE-E                                                  |
| V (1999-2003)    | Consejería de Cultura                                   | Consejería de Cultura                                   | Consejería de Cultura                                   | Consejería de Cultura                                   |
| V (1999-2003)    | 21 de julio de 1999                                     | 25 de junio de 2003                                     | Francisco Muñoz Ramírez                                 | PSOE-E                                                  |
| V (1999-2003)    | Consejería de Obras Públicas y Turismo                  |                                                         |                                                         |                                                         |
| V (1999-2003)    | 21 de julio de 1999                                     | 25 de junio de 2003                                     | Eduardo Alvarado Corrales                               | PSOE-E                                                  |
| VI (2003-2007)   | Consejería de Cultura                                   | Consejería de Cultura                                   | Consejería de Cultura                                   | Consejería de Cultura                                   |
| VI (2003-2007)   | 27 de junio de 2003                                     | 29 de junio de 2007                                     | Francisco Muñoz Ramírez                                 | PSOE-E                                                  |
| VII (2007-2011)  | Consejería de Jóvenes y el Deporte                      | Consejería de Jóvenes y el Deporte                      | Consejería de Jóvenes y el Deporte                      | Consejería de Jóvenes y el Deporte                      |
| VII (2007-2011)  | 2 de julio de 2007                                      | 9 de julio de 2011                                      | Carlos Javier Rodríguez                                 | PSOE-E                                                  |
| VII (2007-2011)  | Consejería de Cultura y Turismo                         |                                                         |                                                         |                                                         |
| VII (2007-2011)  | 2 de julio de 2007                                      | 27 de mayo de 2010                                      | Leonor Flores Rabazo                                    | PSOE-E                                                  |
| VII (2007-2011)  | 27 de mayo de 2010                                      | 9 de julio de 2011                                      | Manuela Holgado Flores                                  | PSOE-E                                                  |
| VIII (2011-2015) | Consejería de Educación y Cultura                       | Consejería de Educación y Cultura                       | Consejería de Educación y Cultura                       | Consejería de Educación y Cultura                       |
| VIII (2011-2015) | 7 de julio de 2011                                      | 4 de julio de 2015                                      | Trinidad Nogales Basarrate                              | PP-E                                                    |
| IX (2015-2019)   | Consejería de Cultura e Igualdad                        | Consejería de Cultura e Igualdad                        | Consejería de Cultura e Igualdad                        | Consejería de Cultura e Igualdad                        |
| IX (2015-2019)   | 30 de octubre de 2017                                   | 1 de julio de 2019                                      | Leire Iglesias Santiago                                 | PSOE-E                                                  |
| X (2019-2023)    | Consejería de Cultura, Turismo y Deportes               | Consejería de Cultura, Turismo y Deportes               | Consejería de Cultura, Turismo y Deportes               | Consejería de Cultura, Turismo y Deportes               |
| X (2019-2023)    | 1 de julio de 2019                                      | 17 de julio de 2023                                     | Nuria Flores Redondo                                    | PSOE-E                                                  |
| XI (2023-)       | Consejería de Cultura, Turismo, Jóvenes y Deportes      | Consejería de Cultura, Turismo, Jóvenes y Deportes      | Consejería de Cultura, Turismo, Jóvenes y Deportes      | Consejería de Cultura, Turismo, Jóvenes y Deportes      |
| XI (2023-)       | 20 de julio de 2023                                     | En el Cargo                                             | Victoria Bazaga Gazapo                                  | PP-E                                                    |